# Sân bay Bagram
Sân bay Bagram, cũng được gọi là Căn cứ không quân Bagram, là một sân bay quân sự và phức hợp nhà ở nằm bên cạnh thành phố cổ Bagram, 11 km (6,8 dặm) về phía đông nam Charikar trong tỉnh Parwan của Afghanistan. Căn cứ được điều hành bởi một sư đoàn Quân đội Hoa Kỳ dưới quyền chỉ huy của một thiếu tướng. Một phần lớn của căn cứ, tuy nhiên, là "sở hữu" của Không quân Hoa Kỳ (Phi đội viễn chinh 455). Khu vực thuộc kiểm soát không quân (khoảng một nửa toàn bộ căn cứ) bao gồm các tuyến bay, thang lên máy bay, và hầu hết các khu vực liên quan đến tài nguyên các phi vụ. Căn cứ không quân này hiện đang thuộc chiếm đóng và duy trì bởi Sư đoàn Kỵ Binh thứ nhất (CJTF-1) Lực lượng Tác chiến chung Kết hợp, đã từ Sư đoàn Không vận 101 trong nửa đầu năm 2011. Căn cứ không quân này hiện đang thuộc chiếm đóng và duy trì bởi Lữ đoàn Hàng không Tác chiến 10 (Task Force Falcon) và 3-10 GSAB (Task Force Phoenix) của quân đội Hoa Kỳ, với Phi đội Viễn chinh 455 của Không lực Hoa Kỳ và các lực lượng khác của Lục quân Hoa Kỳ, Hải quân Hoa Kỳ, Thủy quân lục chiến Hoa Kỳ, Tuần duyên Hoa Kỳ, và các đơn vị đối tác liên hiệp NATO / ISAF (Lực lượng hỗ trợ an ninh quốc tế) có dân số người thuê nhà khá lớn. 
Sân bay Bagram ba nhà hangar lớn, một tháp điều khiển, một số tòa nhà hỗ trợ. Sân bay nằm ở khu vực có độ cao 1492 mét trên mực nước biển, có một đường băng dài 3.003 mét được xây dựng vào năm 1976. Một đường băng thứ hai dài 3.500 mét (11.500 ft), được xây dựng và hoàn thành bởi Quân đội Hoa Kỳ vào cuối năm 2006, với chi phí 68 triệu USD. Đường băng mới này cho phé các máy bay như C-5 Galaxy, C-17 Globemaster III hay Boeing 747 (được sử dụng bởi Southern Air và Kalitta Air cho các chuyến bay vận chuyển hàng hóa thường xuyên).